# Fincastle (Kentucky)
Fincastle és una població dels Estats Units a l'estat de Kentucky. Segons el cens del 2000 tenia 825 habitants.

## Demografia
Segons el cens del 2000, Fincastle tenia 825 habitants, 295 habitatges, i 243 famílies. La densitat de població era de 1.516,8 habitants/km².
Dels 295 habitatges en un 46,1% hi vivien nens de menys de 18 anys, en un 67,1% hi vivien parelles casades, en un 12,2% dones solteres, i en un 17,6% no eren unitats familiars. En el 13,9% dels habitatges hi vivien persones soles el 2% de les quals corresponia a persones de 65 anys o més que vivien soles. El nombre mitjà de persones vivint en cada habitatge era de 2,8 i el nombre mitjà de persones que vivien en cada família era de 3,11.
Per edats la població es repartia de la següent manera: un 30,4% tenia menys de 18 anys, un 5,3% entre 18 i 24, un 33,9% entre 25 i 44, un 25,7% de 45 a 60 i un 4,6% 65 anys o més.
L'edat mediana era de 34 anys. Per cada 100 dones de 18 o més anys hi havia 92,6 homes.
La renda mediana per habitatge era de 66.477 $ i la renda mediana per família de 66.250 $. Els homes tenien una renda mediana de 46.389 $ mentre que les dones 30.446 $. La renda per capita de la població era de 27.058 $. Entorn del 3,9% de les famílies i el 4,2% de la població estaven per davall del llindar de pobresa.

## Poblacions més properes
El següent diagrama mostra les poblacions més properes.